# Pest vármegyei 10. sz. országgyűlési egyéni választókerület
A Pest vármegyei 10. sz. országgyűlési egyéni választókerület egyike annak a 106 választókerületnek, amelyre a 2011. évi CCIII. törvény Magyarország területét felosztja, és amelyben a választópolgárok egy-egy országgyűlési képviselőt választhatnak. A választókerület nevének szabványos rövidítése: Pest 10. OEVK. Székhelye: Monor

## Területe
A választókerület az alábbi településeket foglalja magába:
1. Albertirsa
2. Bénye
3. Ceglédbercel
4. Csévharaszt
5. Dánszentmiklós
6. Gomba
7. Hernád
8. Káva
9. Mende
10. Mikebuda
11. Monor
12. Monorierdő
13. Nyáregyháza
14. Örkény
15. Pánd
16. Péteri
17. Pilis
18. Pusztavacs
19. Táborfalva
20. Tatárszentgyörgy
21. Újhartyán
22. Újlengyel
23. Vasad

## Országgyűlési képviselője
| Név            | Párt                                         | Párt        | Terminus | Megjegyzés                                   |
| -------------- | -------------------------------------------- | ----------- | -------- | -------------------------------------------- |
| Pogácsás Tibor |                                              | Fidesz-KDNP | 2014 –   | A 2014-es országgyűlési választás eredménye: |
| Pogácsás Tibor | A 2018-as országgyűlési választás eredménye: | Fidesz-KDNP | 2014 –   |                                              |
| Pogácsás Tibor | A 2022-es országgyűlési választás eredménye: | Fidesz-KDNP | 2014 –   |                                              |

## Demográfiai profilja
| Iskolai végzettség                | Iskolai végzettség               | Iskolai végzettség | Iskolai végzettség | Iskolai végzettség |
| --------------------------------- | -------------------------------- | ------------------ | ------------------ | ------------------ |
|                                   |                                  |                    |                    | fő                 |
| Általános iskolát nem végezte el  | Általános iskolát nem végezte el |                    | 1915               | 1915               |
| Általános iskola                  | Általános iskola                 |                    | 18565              | 18565              |
| Szakmunkás                        | Szakmunkás                       |                    | 20523              | 20523              |
| Érettségi                         | Érettségi                        |                    | 27412              | 27412              |
| Diploma                           | Diploma                          |                    | 10845              | 10845              |
| A 2022. évi népszámlálás szerint. |                                  |                    |                    |                    |

A Pest vármegyei 10. sz. választókerület lakónépessége 2022. október 1-jén 98 189 fő volt. A 2011-es és a 2022-es népszámlálás között 4695 fővel nőtt a választókerület lakosság száma. A választókerületben a korösszetétel alapján a legtöbben a középkorúak élnek 35 361 fővel, míg a legkevesebben az időskorúak 16 960 fővel. A választókerület lakosságának a 84,8%-nál van internet elérési lehetőség.
A legmagasabb befejezett iskolai végzettség szerint az érettségi végzettséggel rendelkezők élnek a legtöbben 27 412 fő, utánuk a következő nagy csoport a szakmunkások 20 523 fővel.
Gazdasági aktivitás szerint a lakosság közel fele foglalkoztatott 50 018 fő, második legjelentősebb csoport az inaktív keresők, akik főleg nyugdíjasok 19 975 fővel.
A választókerület legjelentősebb nemzetiségi csoportja a cigány 1571 fő, illetve a  1262 fő. Magyar állampolgársággal nem rendelkező külföldi állampolgárok aránya 1%.
Vallási összetétel szerint a választókerületben lakók legnagyobb vallása a római katolikus (18 823 fő), valamint jelentős közösség még a reformátusok (9275 fő). A vallási közösséghez nem tartozók száma szintén jelentős (11 379 fő), a választókerületben a második legnagyobb csoport a római katolikus vallás után.

## Országgyűlési választások

### 2014
A 2014-es országgyűlési választás eredményei:
| Pogácsás Tibor        | FIDESZ-KDNP           | 19 475 | 46,34% | {\displaystyle \surd } |
| Dr. Kereszturi Imre   | JOBBIK                | 10 648 | 25,34% |                        |
| Braun Róbert          | MSZP-EGYÜTT-DK-PM-MLP | 9 046  | 21,53% |                        |
| Török László          | LMP                   | 1 515  | 3,61%  |                        |
| Lakatosné Ivanics Éva | EGYÜTT 2014           | 287    | 0,68%  |                        |

### 2018
A 2018-as országgyűlési választás eredményei:
| Pogácsás Tibor      | FIDESZ-KDNP    | 25 989 | 52,61% | {\displaystyle \surd } |
| Lendvay Endre       | JOBBIK         | 12 944 | 26,21% |                        |
| Torzsa Sándor       | MSZP-PÁRBESZÉD | 7 065  | 14,30% |                        |
| Lutter Ferenc       | LMP            | 1 666  | 3,37%  |                        |
| Janzsó Miklós Csaba | MOMENTUM       | 795    | 1,61%  |                        |
| Papp Roland         | EGYÜTT         | 287    | 0,58%  |                        |
| Rakita Andrea Éva   | SEM            | 236    | 0,48%  |                        |
| Lakos Menyhért      | MUNKÁSPÁRT     | 174    | 0,35%  |                        |
| Szabó Attila        | MIÉP           | 123    | 0,25%  |                        |
| Galyas Zoltán       | HHP            | 62     | 0,13%  |                        |
| Seres Attila        | EU.ROM         | 54     | 0,11%  |                        |

### 2022
A 2022-es országgyűlési választás eredményei:
| Pogácsás Tibor | FIDESZ-KDNP                           | 30 973 | 59,71% | {\displaystyle \surd } |
| Szabó Rebeka   | DK-JOBBIK-MOMENTUM-MSZP-LMP-PÁRBESZÉD | 14 797 | 28,52% |                        |
| László Attila  | MI HAZÁNK                             | 3 901  | 7,52%  |                        |
| Kőhegyi Róbert | MKKP                                  | 1 528  | 2,95%  |                        |
| Zrubka Zita    | MEMO                                  | 677    | 1,31%  |                        |